# Radnice v Čelákovicích
Radnice v Čelákovicích je novobarokní budova, jež je od 3. května 1958 kulturní památkou. Stojí na čelákovickém náměstí 5. května čp. 1.

## Historie

### Původní budova radnice
Čelákovice jsou městem od roku 1847. Ve městě se zachovalo několik pamětních městských knih z let 1366–1557, kdy Čelákovice byly majetkem rodu Rokycanských a v letech 1502–1547 pánů Krajířů z Krajku. Zápisy v nich jsou především pramenem pro chod tehdejší městské správy, týkají se především úřadování – např. v roce 1558 císař Ferdinand I. povolil městské listiny pečetit červeným voskem. Jednání rady probíhala zpravidla v domě rychtáře, později purkmistra. Ze 16. století informací o budově radnice je mizivě.
Přesné datum zřízení budovy radnice v Čelákovicích (na stejném místě jako radnice současná) není známo, uvádí se léta 1551, 1553 nebo 1554. Zápisy v pamětní městské knize z let 1551–1855 týkající se jen nákupu gruntu na rohu náměstí a Rybářské ulice pro stavbu radnice, dataci neuvádějí. Také údaj v knize historika Justina Václava Práška rovněž není přesný.
Radnice postavená po roce 1550 byla stavbou pozdně gotickou nebo raně renesanční. Za třicetileté války byla budova několikrát poničena při plenění vojsk, vždy byla obnovena. V roce 1719 postihl město velký požár, také radnice byla požárem silně postižena, nemusila být ale zbořena. Okamžitě byla provizorně opravena a přistavěné podloubí budovu pomáhalo nést. Podloubí bylo odstraněno až při důkladné opravě v roce 1795.
V roce 1865 zapsal do městské knihy tehdejší starosta Antonín Žebrák, že „radnice je v bídném stavu“. Na konci 19. století byla opravena věž a odstraněno klenutí v přízemí. V roce 1897 spadl z věže kovový orel a poškodil střechu, byl nahrazen dvouocasým lvem zhotoveným místním zámečníkem Josefem Křesadlem. V roce 1908 byla v městě zřízena telefonní stanice a umístěna na radnici.

### Stavba nové radnice

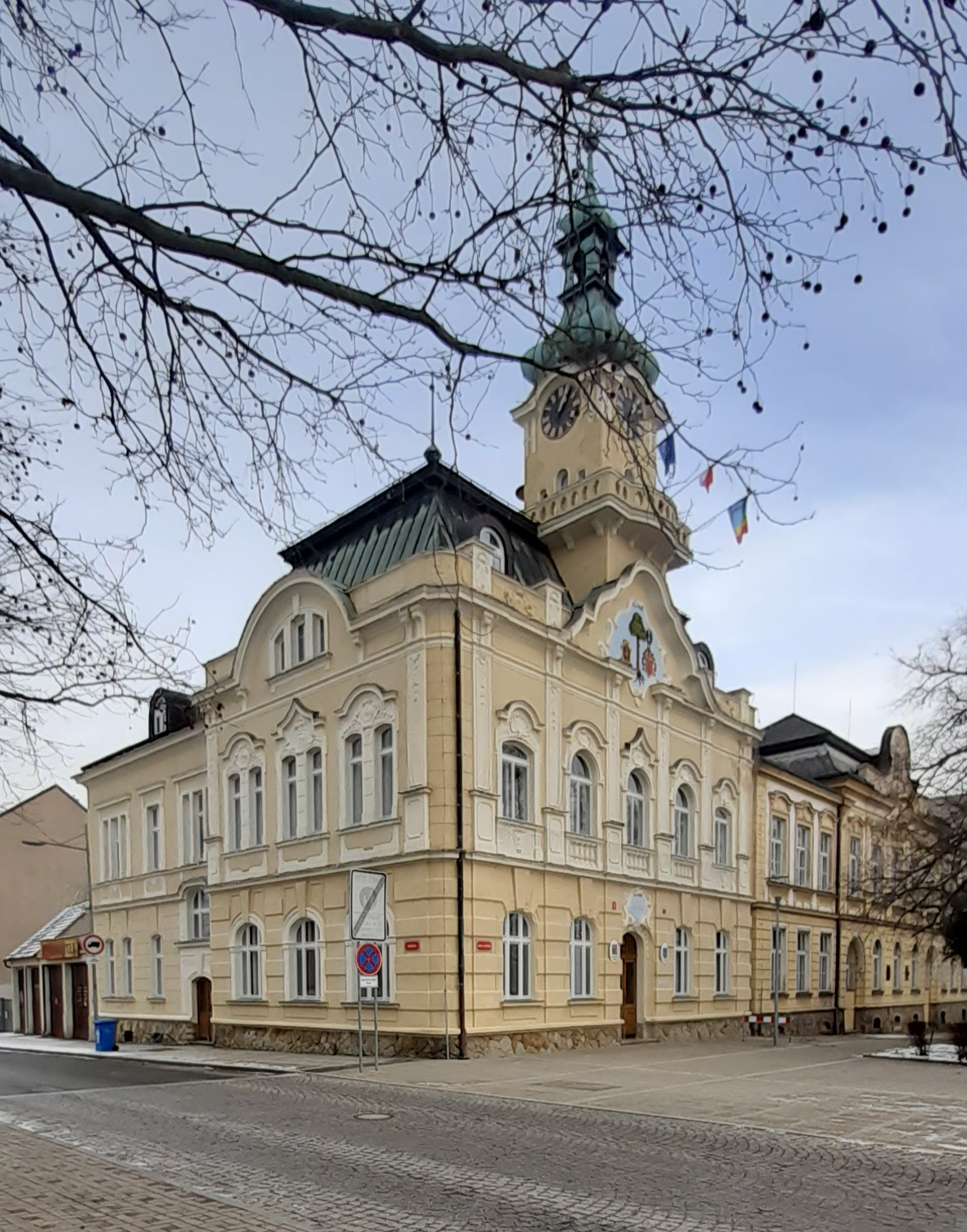
Čelákovice, boční pohled na budovu radnice, vpravo bývalá měšťanské škola

Začátkem 20. století budova ani po opakovaných opravách nevyhovovala. Na žádost městské rady ji prohlédl architekt a historik umění Jan Herain (1848–1914). Podle jeho posudku další životnost a udržitelnost budovy byla možná jen po nákladných stavebních opravách, současně připouštěl a navrhoval stavbu nové budovy na témže místě.
Městská rada v roce 1907 vykoupila sousední domy čp. 2, 3 a 4 pro stavbu nové radnice a měšťanské školy.

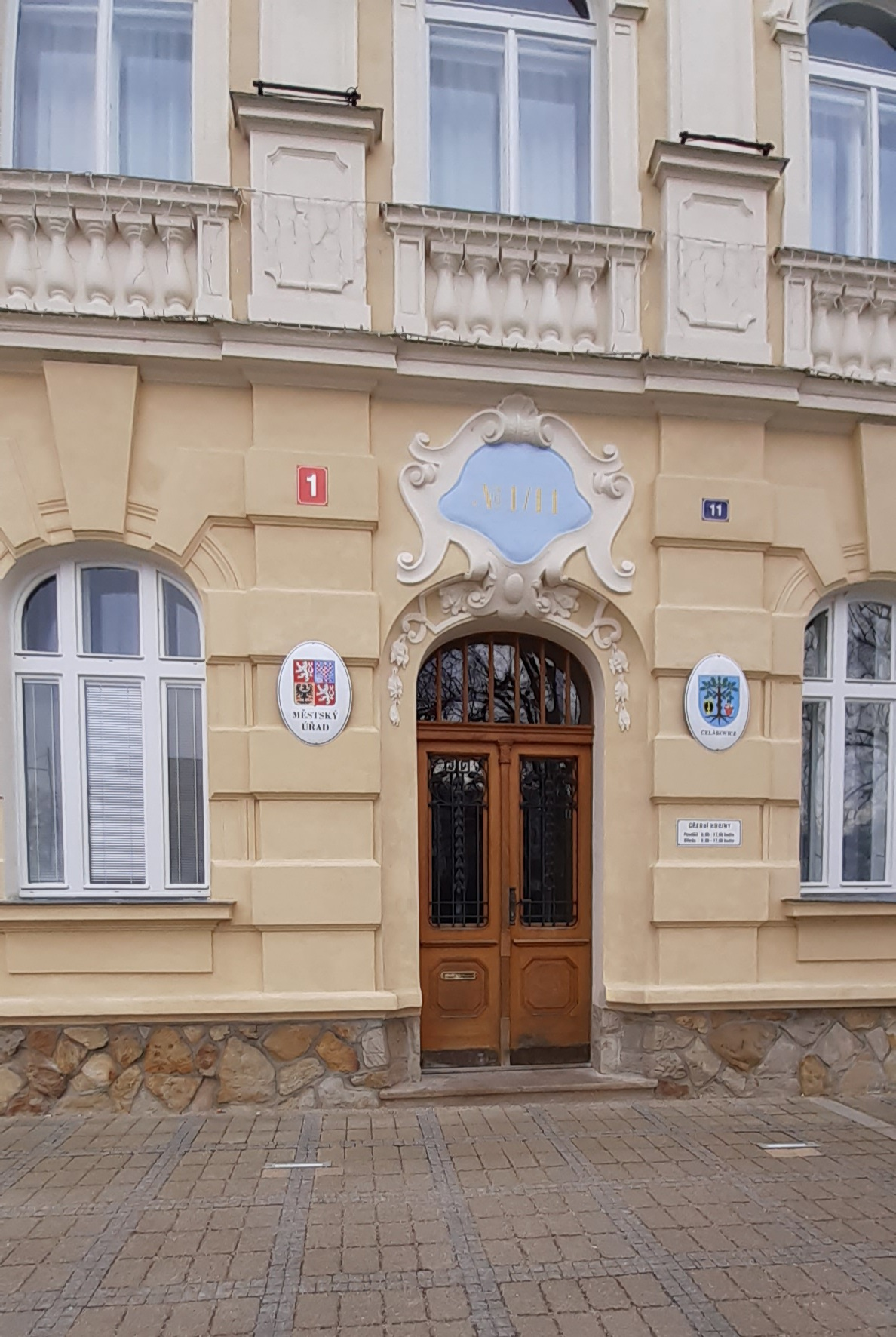
Radnice, hlavní vchod

Po úvahách, že stará radnice nevyhovuje, pověřilo městské zastupitelstvo v roce 1909 stavitele Konstantina Saxe zpracováním podkladů, ten vyhověl. Konečné rozhodnutí vydala městská rada 5. února 1910 a pověřila vypracováním plánů a rozpočtů samostatně dva stavitele: Konstantina Saxe a Ferdinanda Bláhu. Rozhodnutím rady města byl přijat návrh Ferdinanda Bláhy. S rozhodnutím seznámil starosta také veřejnost: stará radnice bude zbourána, nová postavena od základů s odůvodněním, že „jest již tak chatrná, že každým okamžikem hrozí sesutím“.
Podmínky výběrového řízení stavební firmy měly být zveřejněny v Národních listech. Dozor na stavbě byl svěřen komisi, která již prověřovala životnost staré radnice a přizvaným znalcem se stal Konstantin Sax. Stavba byla svěřena firmě stavitele Josefa Novotného z Hradce Králové. Ten o zakázku projevil zájem, protože právě dokončoval v těsném sousedství budou radnice stavbu měšťanské školy. Rozpočet na stavbu vykalkuloval v dubnu 1910 v ceně 43 616 korun.
Vybraná stavební firma musila respektovat požadavky samosprávy: zaměstnávat místní řemeslníky a dělníky, na své náklady zbourat starou budovu a stavební materiál si ponechat s výjimkou znaku lva na špici radnice, věžních hodin, veškerých kamen, oken a dveří i s rámy.
Podstatná byla otázka financí, zastupitelstvo nemělo peníze na uhrazení stavby. Vyjednávání půjčky u Okresní hospodářské záložny v Brandýse nad Labem trvala příliš dlouho, proto si stavitel Novotný nejnutnější částku půjčil u Záložního úvěrového ústavu v Hradci Králové. Nakonec se místní radě podařilo potřebnou sumu u Okresní hospodářské záložny v Brandýse nad Labem vypůjčit směnkou splatnou do půl roku.
Výstavba nové radnice probíhala v letech 1910–1911, práce pokračovaly rychle. Komise včetně znalce Konstantina Saxe se několikrát sešla se stavitelem Novotným, výhrady komise a znalce vždy firma opravila.
Začátkem druhého pololetí roku 1911 byla budova včetně vybavení připravena k předání městské radě a veřejnosti. Na vnitřní vybavení – světla, nábytek a další si městská rada vyjednala další půjčku; nové věžní hodiny byly zakoupeny od firmy Karla Adamce z Čáslavi, protože jeho nabídka byla nejlevnější.

### Slavnostní otevření
Slavnostní otevření radnice se konalo na den svatého Václava 28. září 1911.
Pozvánka byla zaslána zástupcům okolních obcí a měst, uvažovalo se také o pozvání arciknížete Karla Františka Josefa (pozdějšího krále Karla I.), který velel vojenské posádce v nedalekém Brandýse nad Labem a žil v tamějším zámku. Obyvatelé města byli vyzvání, aby vyzdobili svoje domy. Podle dochovaných fotografií se otevření účastnilo několik stovek lidí.
Po slavnostním otevření městské zastupitelstvo rozhodlo, že nová radnice „má býti v celém svém rozsahu věnována k veřejnému používání a potřebám obce“.

### Kolaudace a platba
Po slavnostním otevření stavitel Novotný předložil městské radě podrobné vyúčtování stavby ve výši 63 934,83 korun. Město si najalo znalce, který vyúčtování přezkoumal, měl k němu výhrady. Proto město uhradilo jen část nákladů, také splátkový kalendář radnice splácena obtížně. Jednání radnice se stavitelem Novotným nakonec skončilo žalobou Záložního úvěrového ústavu v Hradci Králové u c.k. zemského soudu na zaplacení částky 21 000 korun. Město v březnu 1913 požadovanou částku uhradilo.
V roce 1914 byla provedena superkolaudace, kterou se výstavba budovy radnice definitivně uzavřela.

### Radnice v dalších letech
Po roce 1911 probíhaly menší opravy a dílčí adaptace včetně opravy fasády, budova ale zásadně nebyla stavebně nijak měněna. V interiéru se dochovaly původní dveře, výplně okenních otvorů, dřevěné obklady, zábradlí se schodištěm. Zachovala se i menší část původního mobiliáře.
V roce 1990 navštívil město Čelákovice a Městský úřad prezident Václav Havel v doprovodu svého kancléře Karla Schwarzenberga, jak dokládá fotografie uložená v Městském muzeu v Čelákovicích.

## Architektonické řešení

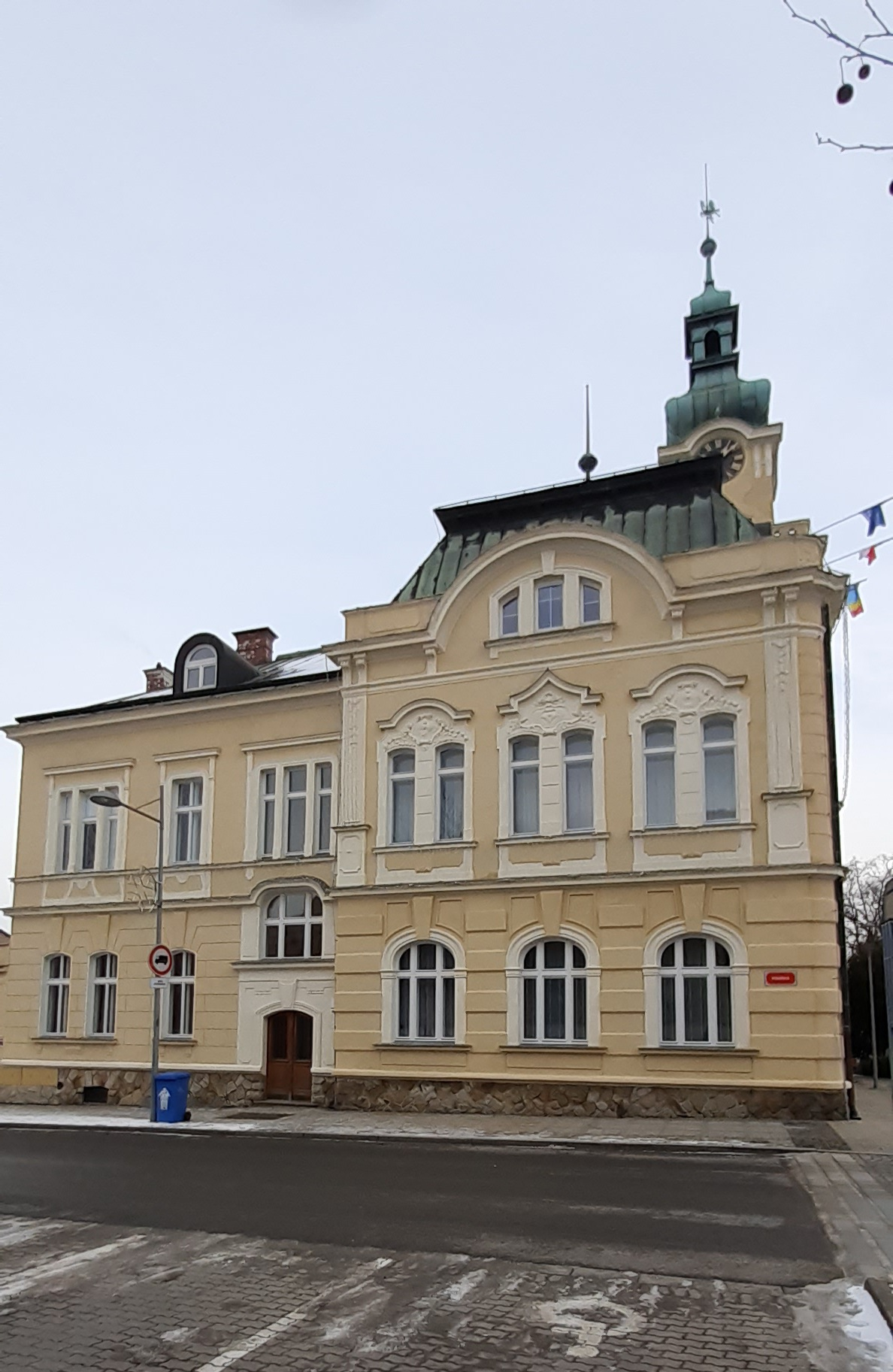
Radnice Čelákovice, pohled na vedlejší vchod v Rybářské ulice

Radnice je nárožní jednopatrová novobarokní budova se secesními prvky v centru města na rohu náměstí 5. Května a Rybářské ulice s hlavním průčelím do náměstí. Část budovy situovaná do náměstí má mansardovou střechu. Uprostřed průčelí je čtyřboká hodinová věž s obvodovým balkónem s kovovými otvory podepřená krakorci. Věž má cibulovitou báň s lucernou, na jejímž vrcholu je umístěn kovový český lev. Po opravě fasády je v kartuši nade dveřmi uvedeno číslo domu No. 1/II.
Hlavní jižní průčelí je svisle rozdělené na pět dílů. V přízemí jsou po obou stranách centrálního vchodu vždy dvě vysoká okna. Mezi přízemím a patrem je kordonová římsa. Fasáda je v 1. patře zakončena atikovou římsou, která opticky budovu zvyšuje a částečně zakrývá střechu. Atiková římsa nad prostředním oknem prvního patra se zvedá do zvlněného štítu s městským znakem.
Severní část budovy s vedlejším vchodem je orientována do Rybářské ulice. Průčelí i fasáda je méně zdobná, ani svislé členění štítu není tak výrazné. Třídílná okna jsou zaklenuta segmentovými oblouky stejně jako postranní vstup, který je zdoben profilovanou omítkou. Průčelí severní přístavby má tři osy se vstupními dveřmi v první ose z jižní strany a podokenní římsou.
Vnitřní dispozice jsou v obou částech budovy třítraktové. V části budovy do náměstí vlevo od vstupu do budovy byly původně umístěny kanceláře starosty a tajemníka, vpravo bývala zasedací síň. Malým vestibulem se schodištěm vcházelo do 1. patra k prostorám bývalého bytu městského strážníka a dalšímu bytu, kancelářským místnostem, místnosti archivu a knihovny. Ve vedlejší části budovy bývala v minulosti v přízemí šatlava a odtud se scházelo do suterénu.